# Medicago arborea
Medicago arborea är en ärtväxtart som beskrevs av Carl von Linné. Medicago arborea ingår i släktet luserner, och familjen ärtväxter. IUCN kategoriserar arten globalt som akut hotad. Inga underarter finns listade i Catalogue of Life.
Kronbladen är gula.

## Bildgalleri

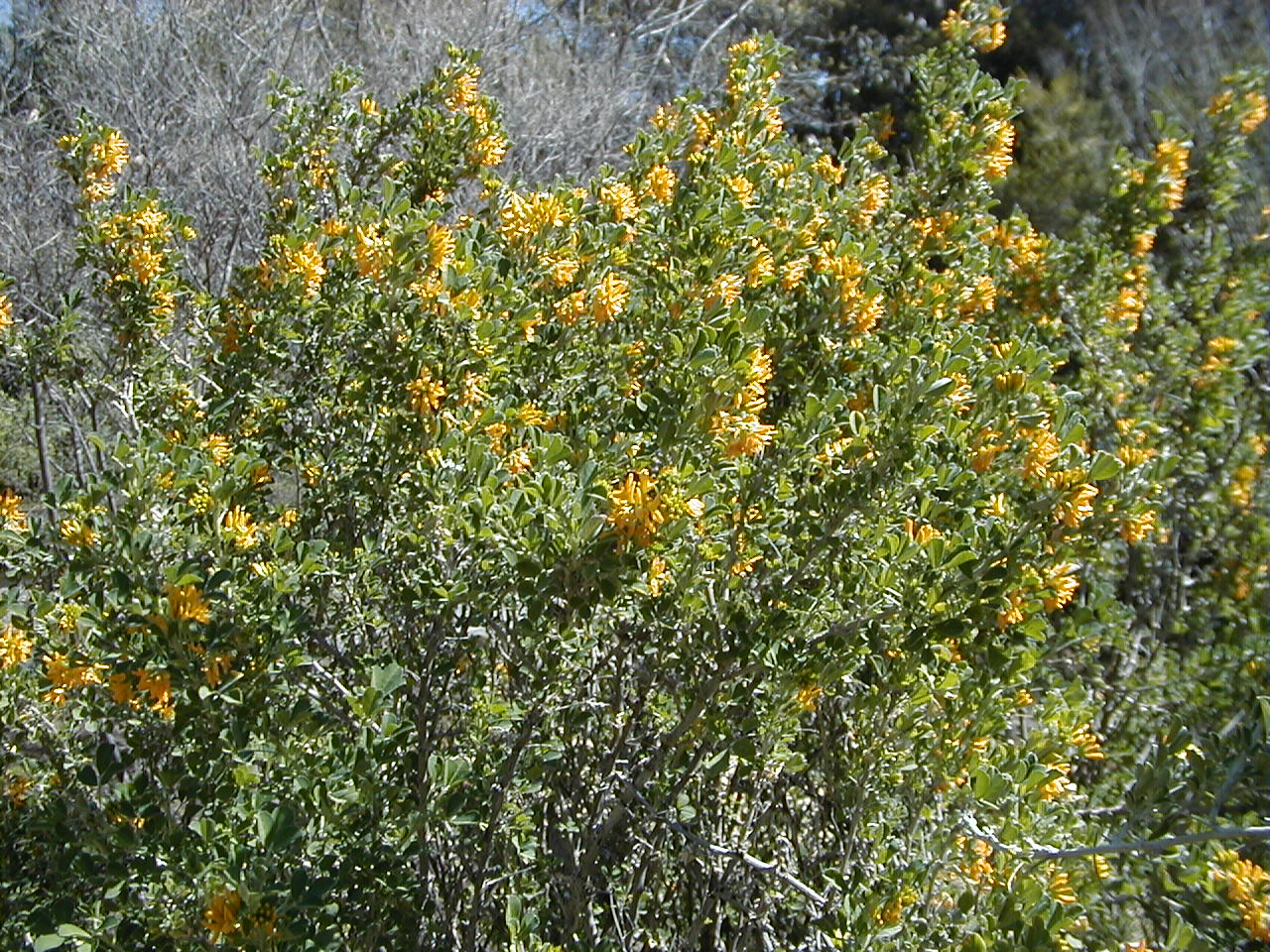
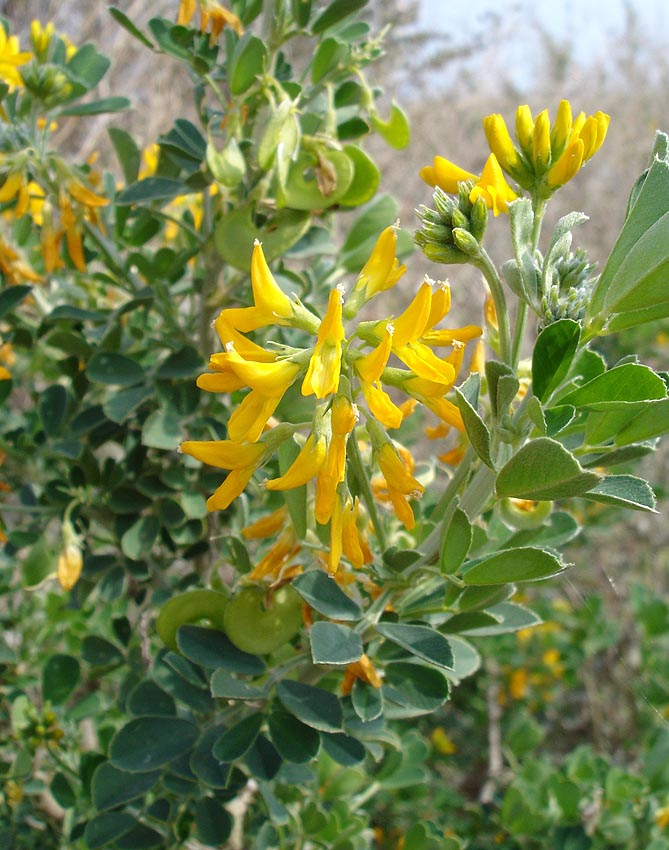
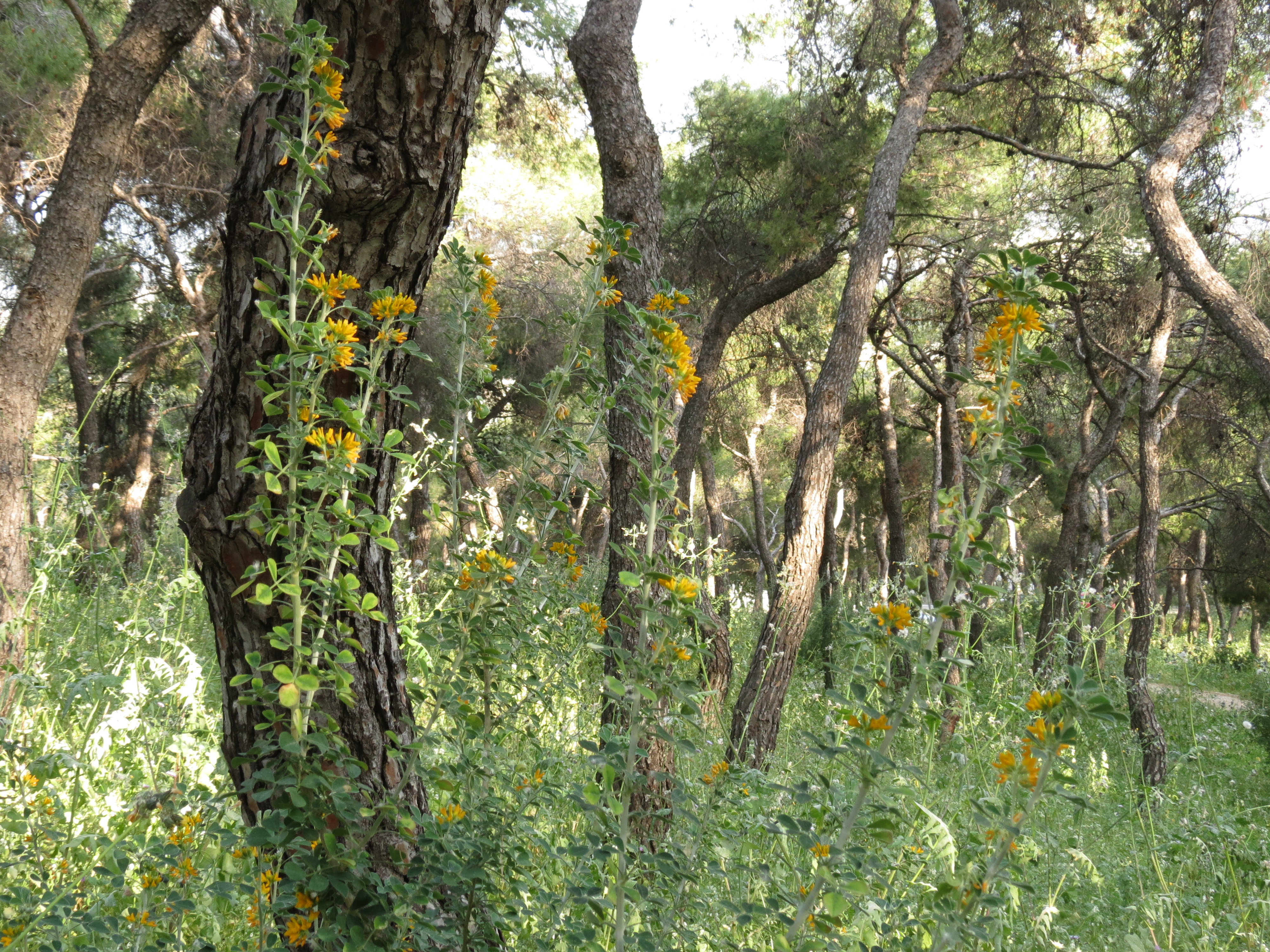